# الإعلان المشترك بين الكاثوليك والأرثوذكس 1965
الإعلان المشترك بين الكاثوليك والأرثوذكس لعام 1965 تمت تلاوته في 7 ديسمبر 1965 في وقت واحد في اجتماع عام لالمجمع الفاتيكاني الثاني في روما وفي احتفال خاص في إسطنبول. وسحب بشكل مشترك ما يسمى حرمان كنسي بين الكنائس البارزة في الكرسي الرسولي والبطريركية المسكونية للقسطنطينية، المعروفة باسم الانشقاق الكبير عام 1054. ولم ينه هذا الانقسام، بل أظهر رغبة في مصالحة أكبر بين الكنيستين، ممثلة بالبابا بولس السادس والبطريرك المسكوني أثيناغوراس الأول، يُشار أيضًا إلى الوثيقة والنصوص المصاحبة لها باسم ("وثيقة الحب").
كان رد فعل العديد من الأرثوذكس سلبيًا على الإعلان. تحدى المطران فيلاريت من الكنيسة الأرثوذكسية الروسية في الخارج جهود البطريرك للتقارب مع الكنيسة الرومانية الكاثوليكية، مدعيًا أنها ستؤدي حتما إلى البدعة، وذلك في رسالته عام 1965 إلى البطريرك. وبحسب ما ورد استبعد الرهبان في جبل أثوس أثيناغوراس من صلواتهم اليومية بعد الإعلان.